# Astropecten monacanthus
Astropecten monacanthus är en sjöstjärneart som beskrevs av Percy Sladen 1883. Astropecten monacanthus ingår i släktet Astropecten och familjen kamsjöstjärnor. Inga underarter finns listade i Catalogue of Life.